# 니시다 메구무
니시다 메구무(일본어: 西田 恵, 1998년 1월 10일~)는 일본의 축구 선수이다.

## 구단 경력
그는 2020년 J2리그의 츠바이겐 가나자와에 입단했다. 2021년부터 2022년까지 J3리그의 이와테 그루자 모리오카와 테게바자로 미야자키에서 뛰었다. 2023년 나라 클럽로 이적했다. 2024년까지 54경기에 출전하여, 5득점을 넣었다.